# Larry Sanders
Larry Sanders (Fort Pierce, Florida; 21 de noviembre de 1988) es un jugador de baloncesto estadounidense que actualmente se encuentra sin equipo. Con 2,11 metros de estatura, juega en la posición de Pívot.

## Trayectoria deportiva

### High School
Sanders no jugó al baloncesto hasta noveno grado, ya que su escuela privada no ofrecía deportes. Posteriormente se trasladó al Instituto Port St. Lucie, donde promedió 18.9 puntos y 13 rebotes en su año sénior, y lideró a Port St. Lucie a un balance de 20 victorias y 8 derrotas y al campeonato District 13-5A. Sanders fue incluido en el mejor equipo del estado.

### Universidad
En su primera temporada en la Virginia Commonwealth University, Sanders fue incluido en el mejor quinteto de novatos de la Colonial Athletic Association y en el mejor quinteto defensivo. En su segundo año con los Rams promedió 11.3 puntos y 8.6 rebotes y fue coronado como mejor defensor de su conferencia. Su progresión continuó en su tercera y última campaña en la universidad, promediando 14.4 puntos, 9.1 rebotes y 2.6 tapones por partido, y siendo nombrado por segundo año consecutivo mejor defensor de la conferencia. Además, fue incluido en el mejor quinteto de la CAA.
Larry Sanders anunció en abril de 2010 su intención de declararse elegible para el Draft de la NBA de 2010.

### Profesional

#### Milwaukee Bucks
Fue seleccionado en la 15.ª posición del Draft de la NBA de 2010 por Milwaukee Bucks. Después de dos temporadas sin demasiado protagonismo, en su tercer año, comenzó a tomar un papel más decisivo, siendo el sexto hombre de los Bucks, dando minutos de descanso a Samuel Dalembert y a Ersan Ilyasova. En el segundo partido de la temporada 2012-2013, anotó 17 puntos en la victoria frente a Cleveland Cavaliers, siendo su mejor marca en la NBA hasta entonces. El 30 de noviembre de 2012, logró un triple doble saliendo desde el banquillo, al conseguir 10 puntos, 12 rebotes y 10 tapones, igualando el récord de tapones de la franquicia que estableció Kareem Abdul-Jabbar en 1973. Un día más tarde, volvió a ser decisivo contra los Boston Celtics, anotando 18 puntos, capturando 16 rebotes y poniendo 5 tapones. Viendo el crecimiento de Sanders en los últimos partidos, Scott Skiles decidió meterle en el cinco inicial contra San Antonio Spurs. Con el equipo texano, se cargó muy rápido de faltas personales y no pudo disputar demasiados minutos, pero en su siguiente titularidad contra Charlotte Bobcats realizó un buen papel defensivo con 10 rebotes y 5 tapones, colocándose como el líder individual de rebotes y tapones de los Bucks en la temporada.
Tras protagonizar varios incidentes y dar positivo en un control antidrogas por marihuana, los Bucks rescindieron su contrato en febrero de 2015.

#### Cleveland Cavaliers
En enero de 2017, tras dos años sin jugar anunció su intención de regresar a las canchas. El 13 de marzo firmó contrato con los Cleveland Cavaliers. El 12 de abril de 2017, fue cortado por los Cavs, tras 5 partidos.

### Regreso a la actividad
El 19 de agosto de 2024 se anunció que Sanders se incorporaría a los Taoyuan Taiwan Beer Leopards de la Taiwan Professional Basketball League. Sin embargo el 30 de octubre de ese año el club confirmó la desvinculación del jugador de su plantilla. En su regreso al baloncesto profesional luego de siete años de inactivdad, Sanders sólo disputó un partido oficial. 
El 21 de febrero de 2025 se unió al Sameji del Torneo Superior de Baloncesto de Santiago, una competición profesional de la República Dominicana.

## Estadísticas de su carrera en la NBA

### Temporada regular
| Año     | Equipo    | PJ  | PT  | MPP  | %TC  | %3P  | %TL   | RPP | APP | ROB | TPP | PPP |
| ------- | --------- | --- | --- | ---- | ---- | ---- | ----- | --- | --- | --- | --- | --- |
| 2010-11 | Milwaukee | 60  | 12  | 14.5 | .433 | .000 | .560  | 3.0 | .3  | .4  | 1.2 | 4.3 |
| 2011-12 | Milwaukee | 52  | 0   | 12.4 | .457 | .000 | .474  | 3.1 | .6  | .6  | 1.5 | 3.6 |
| 2012-13 | Milwaukee | 71  | 55  | 27.3 | .506 | .000 | .618  | 9.5 | 1.2 | .7  | 2.8 | 9.8 |
| 2013-14 | Milwaukee | 23  | 20  | 25.4 | .469 | .000 | .473  | 7.2 | .8  | .8  | 1.7 | 7.7 |
| 2014-15 | Milwaukee | 27  | 26  | 21.7 | .500 | .000 | .500  | 6.1 | .9  | 1.0 | 1.4 | 7.3 |
| 2016-17 | Cleveland | 5   | 0   | 2.6  | .250 | .000 | 1.000 | 08  | .0  | .2  | .2  | .8  |
| Total   | Total     | 238 | 113 | 19.5 | .480 | .000 | .553  | 5.7 | .7  | .6  | 1.8 | 6.4 |

### Playoffs
| Año   | Equipo    | PJ | PT | MPP  | %TC  | %3P  | %TL  | RPP | APP | ROB | TPP | PPP  |
| ----- | --------- | -- | -- | ---- | ---- | ---- | ---- | --- | --- | --- | --- | ---- |
| 2013  | Milwaukee | 4  | 4  | 28.3 | .576 | .000 | .455 | 8.3 | 1.3 | .8  | 1.3 | 10.8 |
| Total | Total     | 4  | 4  | 28.3 | .576 | .000 | .455 | 8.3 | 1.3 | .8  | 1.3 | 10.8 |